# Печь для обжига извести (картина)
«Печь для обжига извести» фр. Le Four à plâtre — картина Теодора Жерико, написанная им в 1822—1823 годах. Хранится в Лувре.

## История создания
«Печь для обжига извести» входит в группу пейзажей, появившуюся в результате изысканий художника в области жанровой живописи. Картины из этой группы, написанные в последние годы жизни художника, объединяет общее решение: «тёмная цветовая гамма, объёмная моделировка форм, передающая эффект материальности, какая-то особая мрачная выразительность».
Жерико запечатлел пейзаж, который однажды открылся ему во время его прогулки с Дедрё-Дорси по Монмартру. Художник сделал набросок, с которого позднее написал картину.

## Сюжет
Вход в сарай, где находится печь для обжига извести, освещается лучом света. Из сарая вырывается светлое облако дыма или известковой пыли, контрастирующее с тёмным небом. Земля, лишённая растительности, написана черновато-синим тоном. Несколько лошадей с торбами на мордах — единственные живые существа в «этой меланхолической среде». Картина почти монохромна: художник использовал землистые, бежевые и коричневые тона. Отсутствие человеческих фигур переводит полотно из разряда жанровых картин в пейзаж, а мрачное настроение, пожалуй, впервые в изобразительном искусстве Нового времени раскрывает конфликт, порождённый воздействием человека на окружающую среду.